# 川沙新镇
川沙新镇，是中国上海市浦东新区下辖的一个镇，2005年12月2日原川沙镇和机场镇合并，当时面积139.73平方公里。同时建立川沙功能区域。川沙新镇与川沙功能区域党工委、管委会合署办公。2010年1月，川沙功能区域撤销，川沙功能区域单挂川沙新镇牌子，原川沙功能区域管委会的管理事权由川沙新镇承接。2011年12月28日浦东新区第四届人民代表大会常务委员会第二十一次会议通过《浦东新区人民代表大会常务委员会关于撤销川沙新镇、六灶镇、祝桥镇建制，设立新的川沙新镇、祝桥镇若干问题的决定》决定撤销川沙新镇、六灶镇建制，设立新的川沙新镇。撤销祝桥镇建制，设立新的祝桥镇。2012年2月17日，浦东新区将原川沙新镇、六灶镇、祝桥镇等三个镇调整为川沙新镇和祝桥镇。调整后的川沙新镇由原川沙新镇的城南社区、城厢社区、华夏社区、黄楼社区、六团社区、江镇社区的和平村、华路村、大洪村、民利村和原六灶镇合并组成。其行政区域范围为：东至原川沙新镇和平村、华路村、大洪村、民利村、虹桥村、陈行村、高桥村、杜尹村、湾镇村、长桥村、储店村、新浜村村界及祝桥镇边界；南至宣桥镇、祝桥镇边界；西至张江镇、康桥镇、周浦镇、新场镇边界；北至唐镇、合庆镇边界。镇人民政府驻新川路540号（原川沙新镇镇人民政府驻地）。
2019年被评为中国文化百强镇。

## 历史沿革

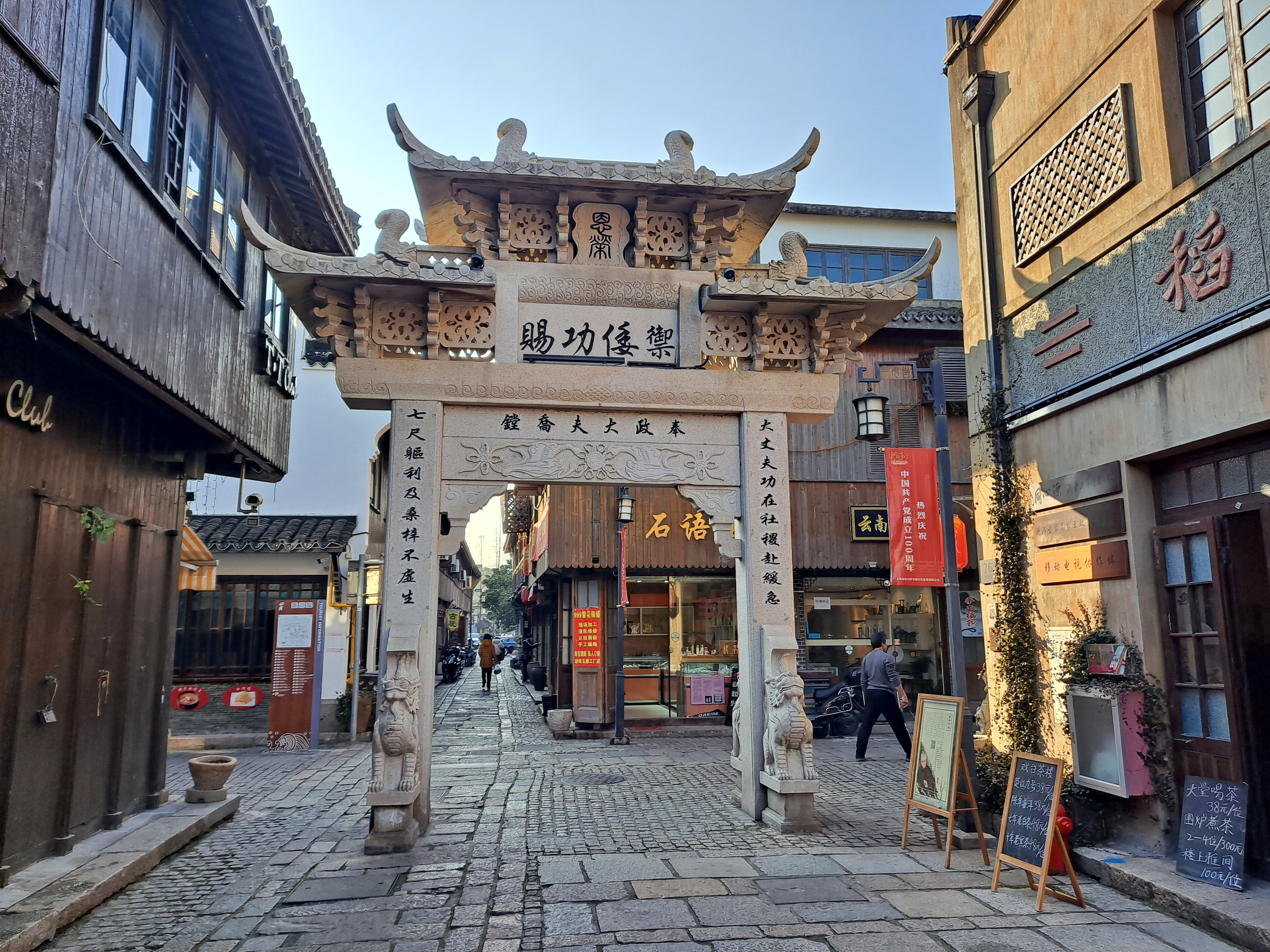
川沙老街的抗倭牌坊

明朝嘉靖三十六年（1557年），明政府建筑川沙城，作为防备倭寇的一个要塞。九月始筑，十一月竣工。城周围四里，高二丈八尺，阔三丈有余。清朝乾隆二十四年（1759年），在川沙城设海防同知一名。嘉庆十五年（1810年），设立川沙抚民厅。中华民国成立后，设立江蘇省川沙县。1992年12月11日，川沙县整体并入新成立的浦东新区，原县城所在区域设立川沙镇。1997年东城镇并入川沙镇，1998年9月7日，施湾镇和江镇合併為机场镇。2000年黄楼镇、六团镇并入川沙镇。2005年12月2日川沙镇和机场镇合并为川沙新镇。同时建立川沙功能区域。川沙新镇与川沙功能区域党工委、管委会合署办公。2010年1月，川沙功能区域撤销，川沙功能区域单挂川沙新镇牌子，原川沙功能区域管委会的管理事权由川沙新镇承接。2011年12月28日浦东新区第四届人民代表大会常务委员会第二十一次会议通过《浦东新区人民代表大会常务委员会关于撤销川沙新镇、六灶镇、祝桥镇建制，设立新的川沙新镇、祝桥镇若干问题的决定》决定撤销川沙新镇、六灶镇建制，设立新的川沙新镇。撤销祝桥镇建制，设立新的祝桥镇。2012年2月17日，浦东新区将原川沙新镇、六灶镇、祝桥镇等三个镇调整为川沙新镇和祝桥镇。调整后的川沙新镇由原川沙新镇的城南社区、城厢社区、华夏社区、黄楼社区、六团社区、江镇社区的和平村、华路村、大洪村、民利村和原六灶镇合并组成。

## 新镇风貌
2005年12月2日，川沙功能区域成立，与浦东新区先期成立的四个功能区比，川沙新镇的特点在于其为“区镇合一”体制，功能区只管辖川沙新镇。川沙新镇与川沙功能区域党工委、管委会合署办公。2010年1月，川沙功能区域撤销，川沙功能区域单挂川沙新镇牌子，原川沙功能区域管委会的管理事权由川沙新镇承接。
2016年6月开园的上海迪士尼樂園位于该镇。
根据规划，川沙地区将依托上海浦东国际机场建设上海的一个卫星城——川沙新城，规划人口35万人，主要以临空经济作为未来的发展方向。

## 行政区划
川沙新镇下设6个基本管理单元（原镇管社区），6个基本管理单元与城市规划编制单元一一对应；共下辖36个居委会及43个村委会。

### 六灶社区

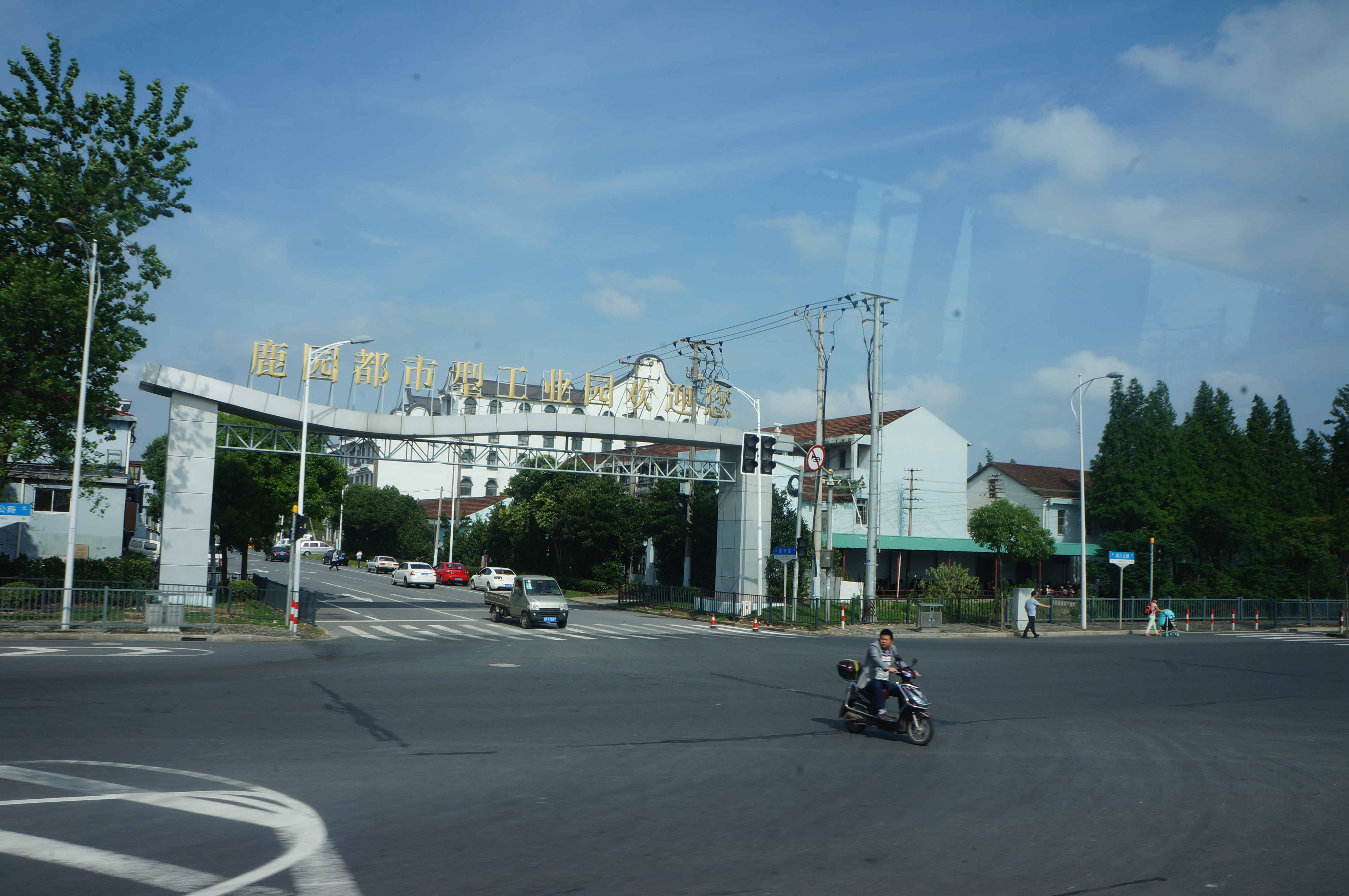
鹿园工业园

六灶社区位于浦东新区中心腹地，南与宣桥镇接壤，北枕川沙新镇六团、黄楼社区，东连祝桥镇，西邻周浦镇。社区区域面积31.81平方公里。户籍人口34,965人。社区办公地址崇溪路58号。
对应2个居委会及10个村委会：鹿城居委会、鹿新居委会、会龙村村委会、新吉村村委会、其成村村委会、七星村村委会、民义村村委会、汤店村村委会、鹿溪村村委会、连民村村委会、陈桥村村委会、果园村村委会。

### 六团社区
六团社区地处川沙新镇南端，向南毗邻祝桥镇，社区区域面积18.74平方公里。常住人口2.2万人。社区办公地址川六公路1615号。
对应1个居委会及11个村委会：普新居委会、湾镇村村委会、杜尹村村委会、高桥村村委会、长桥村村委会、储店村村委会、新浜村村委会、吴店村村委会、八灶村村委会、牌楼村村委会、七灶村村委会、纯新村村委会。

### 黄楼社区

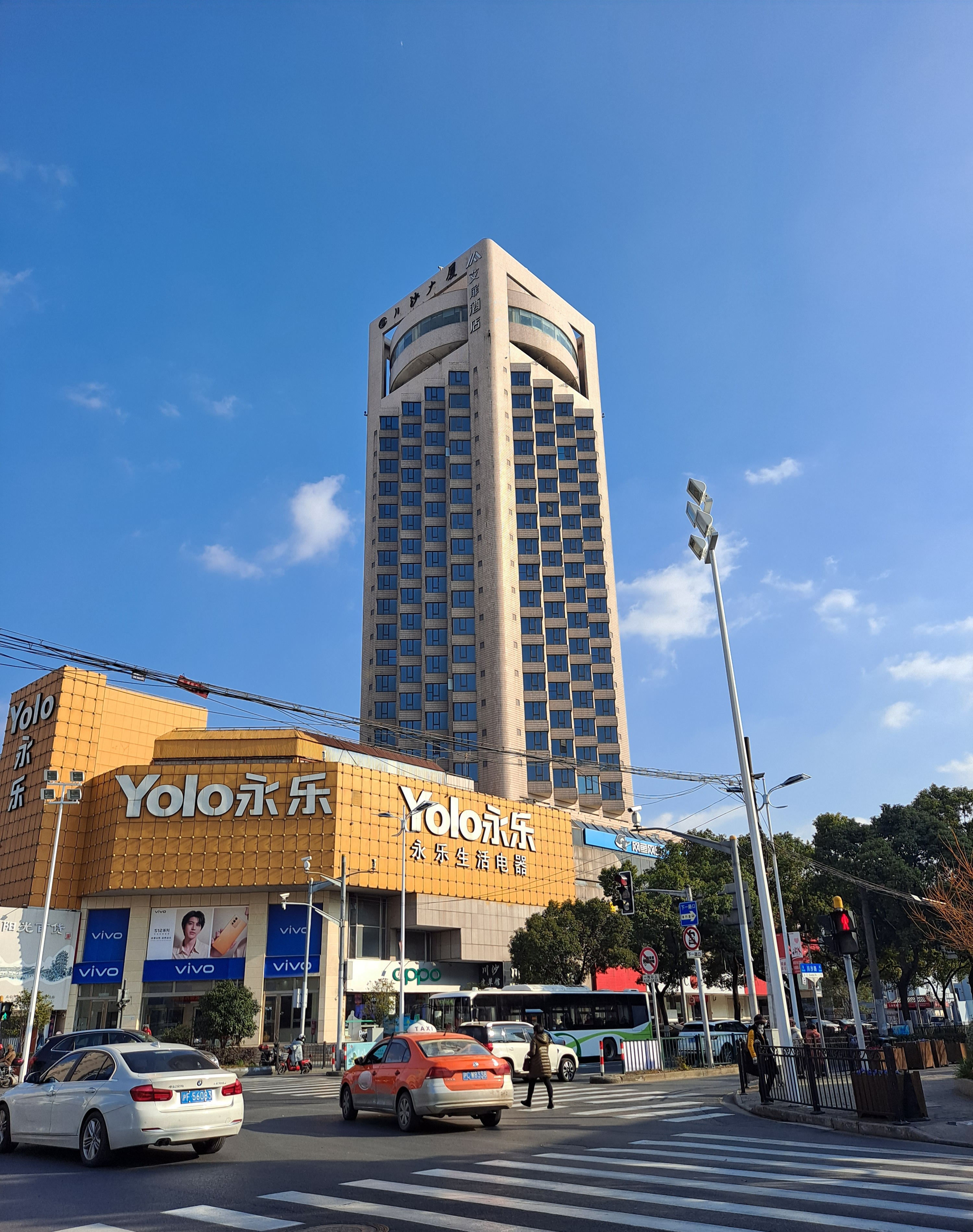
川沙路上的川沙大厦

黄楼社区东与城南社区、六团社区相邻，南与原南汇区相邻，西与张江镇相邻，北与张江镇、华夏社区相邻。社区区域面积22.64平方公里，其中集镇区域面积0.717平方公里。户籍人口23,746人，常住人口37,913人（第六次全国人口普查数据）。社区办公地址川周路6215号。
对应1个居委会及9个村委会：黄楼居委会、新春村村委会、杜坊村村委会、界龙村村委会、栏杆村村委会、黄楼村村委会、金家村村委会、棋杆村村委会、学桥村村委会、赵行村村委会。

### 城厢社区
城厢社区东与合庆镇交界，南至城南路与城南社区相邻，西至妙境路与华夏社区相接，北至王桥开发区。社区区域面积3.183平方公里。常住人口37,715人。社区办公地址东城壕路70号。
对应13个居委会：城西居委会、侨光居委会、南市居委会、临园居委会、西市居委会、川北居委会、新川居委会、东市居委会、新德居委会、明珠居委会、新苑居委会、华盛居委会、妙城居委会。

### 城南社区
城南社区地处川沙新市镇的开发区域，东到川南奉公路，南到工业园区，西到妙境路，北到城南路。社区区域面积13.23平方公里。户籍人口42,501人，常住人口79,741人。社区办公地址川沙路5278号2号楼二楼。
对应8个居委会及10个村委会：园西居委会、南桥居委会、城南居委会、曙光居委会、桃园二居委会、天乐居委会、妙港居委会、翔云居委会、太平村村委会、柴场村村委会、陈行村村委会、虹桥村村委会、南高桥村村委会、城南村村委会、和平村村委会、华路村村委会、大洪村村委会、民利村村委会。

### 华夏社区
华夏社区东至妙镜路，南至黄楼社区界，西至张江镇界，北至唐镇界。社区区域面积6.226平方公里。户籍人口15,370人，常住人口60,988人。社区办公地址新德西路359号。
下辖11个居委会及3个村委会：妙华居委会、妙境居委会、妙兰居委会、沙田居委会、申华居委会、玉宇居委会、妙龙居委会、玉兰居委会、万馨居委会、舒馨居委会、华宇居委会、妙境村村委会、长丰村村委会、对面街村村委会。